# Fluggastdatengesetz
Das deutsche Fluggastdatengesetz (FlugDaG) bestimmt das Bundeskriminalamt als Fluggastdatenzentralstelle, welches ein Fluggastdaten-Informationssystem unterhält. Es regelt die Übermittlung von Fluggastdaten an diese Stelle, die Verarbeitung und Übermittlung durch diese Stelle sowie den Datenschutz. Wie sich aus dem vollständigen Namen des Gesetzes ergibt, wird damit eine EU-Richtlinie zur Fluggastdatenspeicherung in nationales Recht umgesetzt.

## Gliederung
Das Gesetz hat folgende Gliederung:
- Eingangsformel
- Abschnitt 1 Fluggastdatenzentralstelle und Zweck des Fluggastdaten-Informationssystems
  - § 1 Fluggastdatenzentralstelle und Zweck des Fluggastdaten-Informationssystems
- Abschnitt 2 Übermittlung von Fluggastdaten an die Fluggastdatenzentralstelle
  - § 2 Datenübermittlung durch Luftfahrtunternehmen
  - § 3 Datenübermittlung der durch andere Unternehmen erhobenen Fluggastdaten
- Abschnitt 3 Verarbeitung von Fluggastdaten durch die Fluggastdatenzentralstelle
  - § 4 Voraussetzungen für die Datenverarbeitung
  - § 5 Depersonalisierung von Daten
- Abschnitt 4 Übermittlung von Fluggastdaten durch die Fluggastdatenzentralstelle
  - § 6 Datenübermittlung an die zuständigen Behörden im Inland
  - § 7 Datenaustausch zwischen den Mitgliedstaaten der Europäischen Union
  - § 8 Teilnahme an gemeinsamen Verfahren der Zusammenarbeit
  - § 9 Datenübermittlung an Europol
  - § 10 Datenübermittlung an Drittstaaten
- Abschnitt 5 Datenschutzrechtliche Bestimmungen
  - § 11 Nationale Kontrollstelle
  - § 12 Die oder der Datenschutzbeauftragte der Fluggastdatenzentralstelle
  - § 13 Löschung von Daten
  - § 14 Protokollierung
  - § 15 Dokumentationspflicht
- Abschnitt 6 Geltung des Bundeskriminalamtgesetzes
  - § 16 Geltung des Bundeskriminalamtgesetzes
- Abschnitt 7 Schlussvorschriften
  - § 17 Gerichtliche Zuständigkeit, Verfahren
  - § 18 Bußgeldvorschriften

## Inhalt
Das Fluggastdaten-Informationssystem dient der Verhütung und Verfolgung von terroristischen Straftaten und schwerer Kriminalität (§ 1 Abs. 2 FlugDaG). Das Bundesverwaltungsamt verarbeitet Fluggastdaten im Auftrag und nach Weisung der Fluggastdatenzentralstelle (§ 1 Abs. 3 FlugDaG).
Fluggastdaten sind für alle Flüge des Linien-, Charter- und Taxiverkehrs zu übermitteln, die in Deutschland starten, landen und zwischenlanden (§ 2 Abs. 3 FlugDaG). Den Umfang der durch die Luftfahrtunternehmen an die Zentralstelle zu übermittelnden Daten regelt § 2 Abs. 2 FlugDaG. Dazu zählen auch eventuell erhobene erweiterte Fluggastdaten im Advance Passenger Information System.
Die Datenverarbeitung dient dem Zweck, Personen zu identifizieren, bei denen tatsächliche Anhaltspunkte dafür vorliegen, dass sie eine der in § 4 Abs. 1 FlugDaG benannten Straftaten begangen haben oder innerhalb eines übersehbaren Zeitraumes begehen werden. Ein automatisierter Abgleich von Fluggastdaten mit Datenbeständen, die der Fahndung oder Ausschreibung von Personen oder Sachen dienen und mit Mustern ist zulässig (§ 4 Abs. 2 FlugDaG). Die Daten werden grundsätzlich nach sechs Monaten depersonalisiert (§ 5 FlugDaG) und nach fünf Jahren gelöscht (§ 13 FlugDaG).
Die Aufgaben der nationalen Kontrollstelle für den Datenschutz nimmt der Bundesbeauftragte für den Datenschutz und die Informationsfreiheit wahr (§ 11 FlugDaG).
Für gerichtliche Entscheidungen nach dem FlugDaG ist das Amtsgericht Wiesbaden zuständig (§ 16 FlugDaG).

### Datenübermittlung
Unter bestimmten Voraussetzungen ist eine Datenübermittlung möglich an folgende deutsche Behörden (§ 6 FlugDaG):
- Polizeibehörden
  - Bundeskriminalamt
  - Landeskriminalämter
  - Bundespolizei
- Zollverwaltung
- Nachrichtendienste
  - Nachrichtendienste des Bundes
    - Bundesnachrichtendienst
    - Bundesamt für Verfassungsschutz
    - Militärischer Abschirmdienst

  - Landesbehörden für Verfassungsschutz

Daten können unter bestimmten Voraussetzungen auch mit Mitgliedstaaten der Europäischen Union ausgetauscht sowie an Europol und an Nicht-EU-Mitgliedstaaten übermittelt werden.

## Inkrafttreten
Das Gesetz wurde am 9. Juni 2017 als Artikel 1 des Gesetzes zur Umsetzung der Richtlinie (EU) 2016/681 vom 6. Juni 2017 im Bundesgesetzblatt veröffentlicht und trat gemäß Artikel 3 Abs. 1 dieses Gesetzes am 10. Juni 2017 in Kraft. Abs. 2 bestimmte, dass die §§ 7–10 und 18 FlugDaG erst am 25. Mai 2018 in Kraft getreten sind. Zugleich enthielt Artikel 2 des Gesetzes eine Neufassung des § 14 FlugDaG. Hintergrund ist, dass am 25. Mai 2018 die Datenschutz-Grundverordnung (DSGVO) in Kraft trat und dadurch neue Protokollierungsregeln notwendig wurden, die aber erst ab dem Inkrafttreten der DSGVO gültig werden konnten.
Somit liegt beim FlugDaG der für ein Gesetz in Deutschland seltene Fall vor, dass mit Erstbekanntmachung sogleich eine Änderung des Gesetzes veröffentlicht wurde.